# Kleobis en Biton

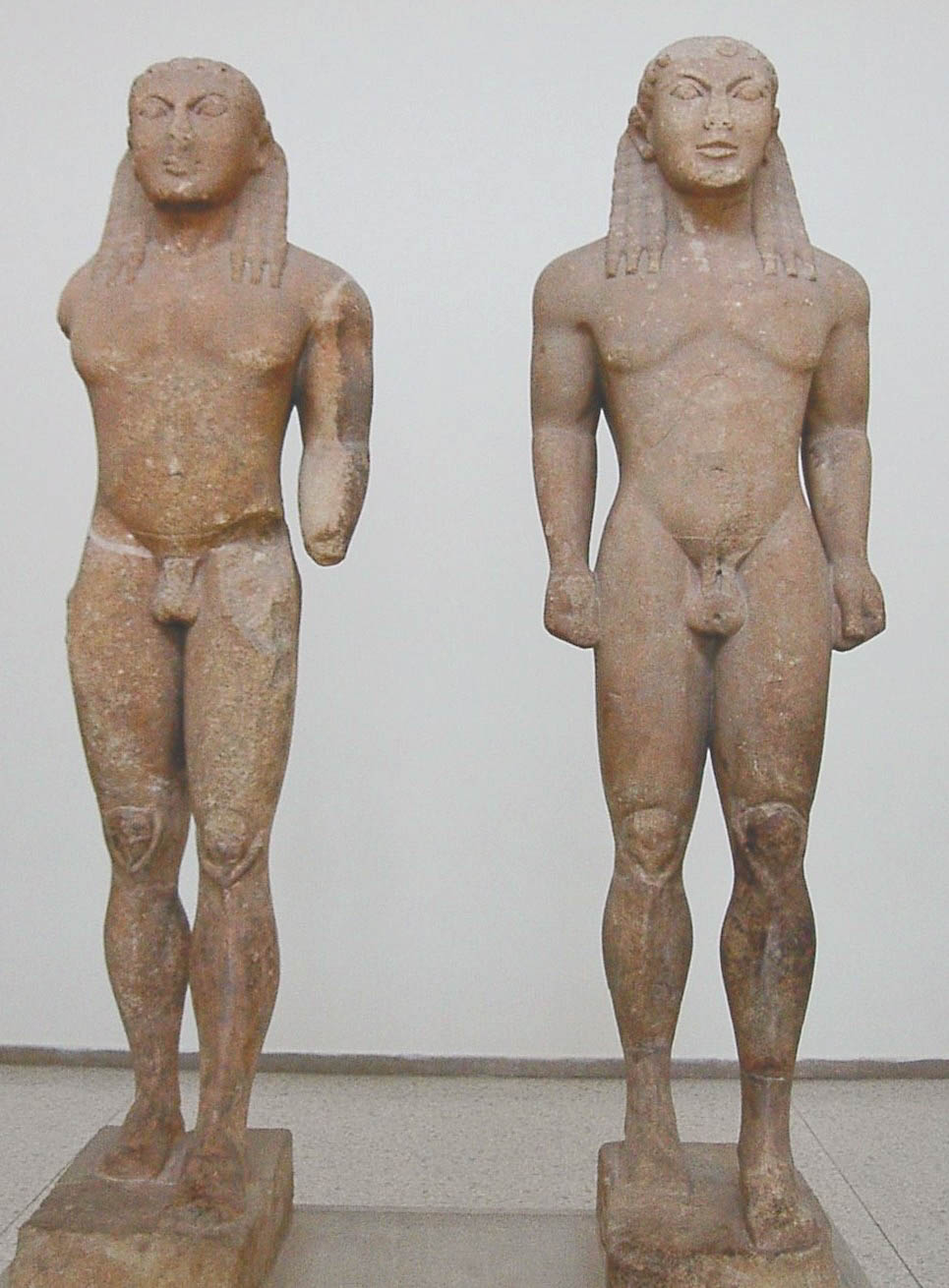
Kleobis en Biton, Archeologisch Museum van Delphi

Kleobis (Latijn Cleobis) en Biton zijn de twee personages van een bekende dubbele kouros, die in het heiligdom van Delphi gevonden werden. Deze beelden dateren van circa 580 v.Chr. en dragen in de sokkel de 'handtekening' van de beeldhouwer Polymedes van Argos. Het zijn voorstellingen van twee semi-mythische helden van Argos in de Peloponnesos. Hoewel een inscriptie hen identificeert als Kleobis en Biton, zijn het typische kouroi, personificaties van de archaïsche Peloponnesische deugden van respect voor de ouders en fysieke kracht, eerder dan echte personen.
Toen de beelden tijdens de opgravingen werden ontdekt, bracht men ze onmiddellijk in verband met volgende passage uit het werk van Herodotus:

"... Er was eens een feest ter ere van de godin Hera in Argos en hun moeder moest daarvoor in elk geval per ossenwagen naar het heiligdom gebracht worden, maar de ossen waren niet op tijd van het land gekomen. Omdat de tijd drong, spanden de jongemannen zichzelf onder het juk en trokken de wagen en op die wagen reed hun moeder. Zo kwamen zij na een afstand van 45 stadiën [ca. 8,5 km] afgelegd te hebben bij de tempel aan. Toen ze dat volbracht hadden onder de ogen van de gehele menigte feestgangers, viel hun een prachtig levenseinde ten deel en de godheid toonde daarmee duidelijk aan, dat voor een mens de dood verkieslijker is dan het leven. De Argivische mannen kwamen om hen heen staan en roemden de geweldige kracht der jongelieden, maar de Argivische vrouwen prezen de moeder gelukkig om het bezit van zulke voortreffelijke zonen. En zij, de moeder, vervuld van dankbaarheid en vreugde om wat haar jongens gedaan hadden, en om alles wat de mensen zeiden, ging voor het beeld van de godin staan en vroeg haar biddend om aan Kleobis en Biton, haar eigen zonen, die haar zo'n grote eer bewezen hadden, datgene te geven wat voor een mens het allerbeste is om deelachtig te worden. Na dat gebed brachten zij een offer en namen deel aan het feestmaal en daarop legden de jongemannen zich ter ruste in het heiligdom zelf. Maar zij stonden niet meer op en hun leven vond zijn einde en vervulling. De Argiven lieten beelden van hen maken en plaatsten deze als wijgeschenk in Delphi, omdat zij zulke voortreffelijke mannen waren geweest."
[Herodotus, Historiën I, 31, in de vertaling van Onno Damsté)

En toch is deze identificatie niet volkomen zeker, en menen sommige onderzoekers dat het om beelden van de Dioscuren zou gaan. 